# Manuel Bonilla

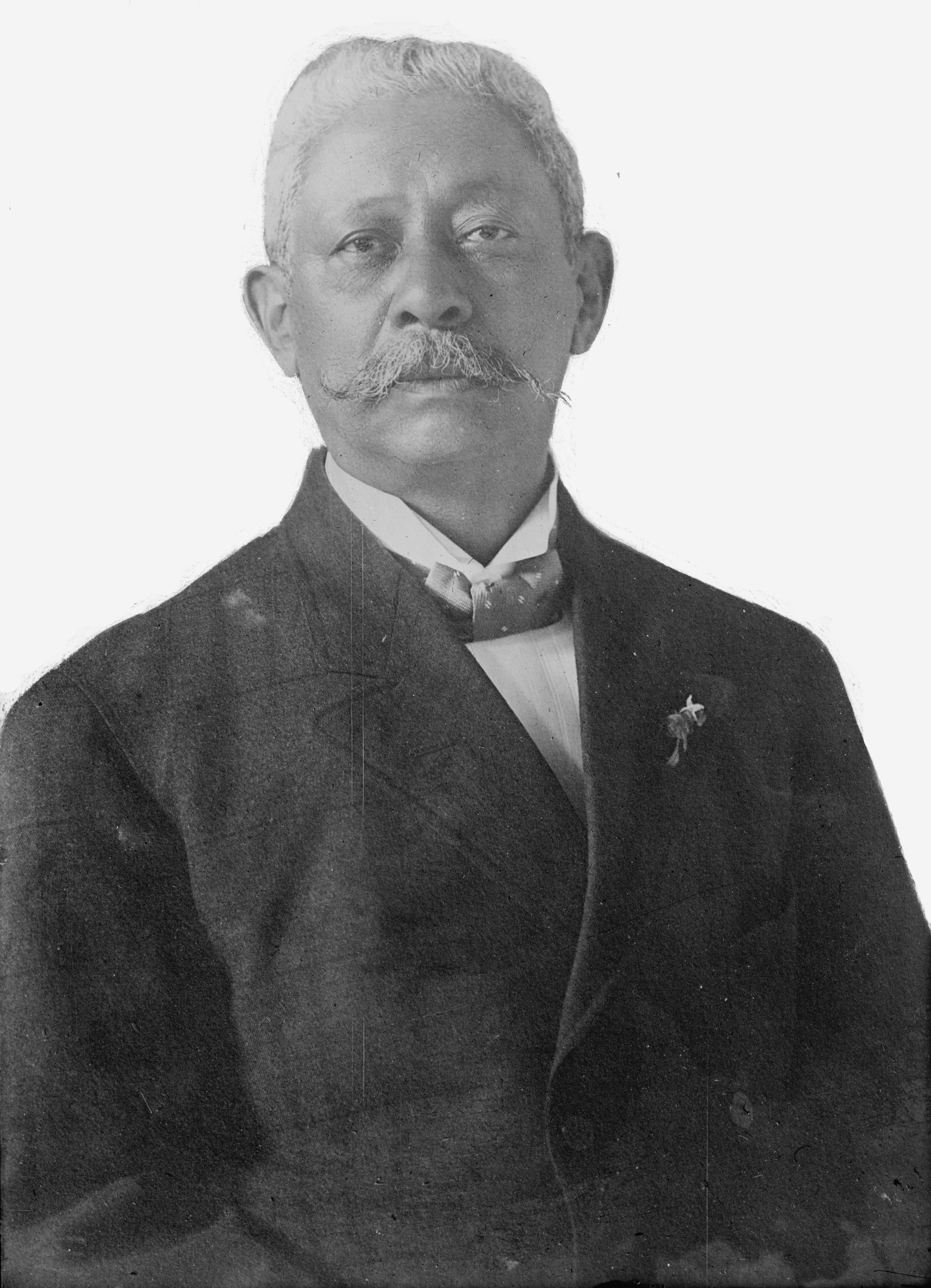
Manuel Bonilla, 1911

Manuel Bonilla, född 1849 i Juticalpa, Olancho, och död 21 mars 1913 i Tegucigalpa, var en honduransk militär och politiker. Han var Honduras president från 13 april 1903 till 25 februari 1907 samt 1 februari 1912 till 20 mars 1913.
Efter att i egenskap av mestis först ha varit liberal och aktiv i Partido Liberal de Honduras (PLH) ledde han Manuelistas till bildandet av det högerinriktade Partido Nacional de Honduras (PNH). Såsom president beviljade han frikostiga koncessioner till United Fruit. Under hans presidenttid ska skolorna i landet ha förbättrats och gruvnäringen ha gynnats. Han lät uppföra Teatro Nacional Manuel Bonilla i huvudstaden Tegucigalpa.
Under ledning av Bonilla hölls 27 februari 1902 ett möte i Tegucigalpa tillsammans med Progressiva partiet varvid det nya PNH bildades. Bonilla blev omedelbart efter partifusionen uppställd som det nya partiets kandidat i det honduranska presidentvalet av oktober 1902, och segrade där över den liberale motkandidaten Juan Ángel Arias Boquín. Bonilla hade vid denna tid tagit över den ledningen inom den honduranska högern från generalskollegan Ponciano Leiva. När efter presidentvalet den liberalt dominerade kongressen vägrade att erkänna hans valvinst, och istället släppt fram valtvåan Boquín till presidentposten genomförde Bonilla, som var general i den honduranska armén, en militärkupp och utropade sig själv till president.
En av Bonillas medarbetare var den amerikanske legosoldaten Lee Christmas som han befordrade till general i den honduranska armén.